# Fed Cup 2011 Zona Euro-Africana Gruppo II - Pool B
Il Pool B della zona Euro-Africana Gruppo II nella Fed Cup 2011 è uno dei 2 gironi in cui è suddiviso il Gruppo II della zona Euro-Africana. Quattro squadre si sono scontrate nel formato round robin. (vedi anche Pool A)
|   | Pool B                     | Bosnia ed Erzegovina (bandiera) | Georgia (bandiera) | Turchia (bandiera) | Armenia (bandiera) |
| 1 | Bosnia ed Erzegovina (3-0) |                                 | 2-1                | 3-0                | 3-0                |
| 2 | Georgia (2-1)              | 1-2                             |                    | 3-0                | 2-1                |
| 3 | Turchia (1-2)              | 0-3                             | 0-3                |                    | 3-0                |
| 4 | Armenia (0-3)              | 0-3                             | 1-2                | 0-3                |                    |

## Georgia vs. Armenia
| Georgia 2 | Smash Tennis Academy, Il Cairo, Egitto 4 maggio 2011 Terra rossa outdoor | Smash Tennis Academy, Il Cairo, Egitto 4 maggio 2011 Terra rossa outdoor | Armenia 1 |     |   |  |
| \| \| \| \| 1 \| 2 \| 3 \| \| \| - \| \| -------------------------------------------------------------------- \| --- \| --- \| - \| \| \| 1 \| \| Tatia Mikadze Ofelya Poghosyan \| 6 1 \| 6 1 \| \| \| \| 2 \| \| Sofia Shapatava Ani Amiraghyan \| 4 6 \| 4 6 \| \| \| \| 3 \| \| Ekaterine Gorgodze / Tatia Mikadze Ani Amiraghyan / Ofelya Poghosyan \| 6 2 \| 6 1 \| \| \| |                                                                          |                                                                          |           |     |   |  |
| |                                                                          |                                                                          | 1         | 2   | 3 |  |
| 1 | Georgia (bandiera) · Armenia (bandiera)                                  | Tatia Mikadze Ofelya Poghosyan                                           | 6 1       | 6 1 |   |  |
| 2 | Georgia (bandiera) · Armenia (bandiera)                                  | Sofia Shapatava Ani Amiraghyan                                           | 4 6       | 4 6 |   |  |
| 3 | Georgia (bandiera) · Armenia (bandiera)                                  | Ekaterine Gorgodze / Tatia Mikadze Ani Amiraghyan / Ofelya Poghosyan     | 6 2       | 6 1 |   |  |

## Bosnia ed Erzegovina vs. Turchia
| Bosnia ed Erzegovina 3 | Smash Tennis Academy, Il Cairo, Egitto 4 maggio 2011 Terra rossa outdoor | Smash Tennis Academy, Il Cairo, Egitto 4 maggio 2011 Terra rossa outdoor | Turchia 0 |      |     |  |
| \| \| \| \| 1 \| 2 \| 3 \| \| \| - \| \| ------------------------------------------------------------ \| ---- \| ---- \| --- \| \| \| 1 \| \| Mervana Jugić-Salkić Pemra Özgen \| 7 62 \| 6 2 \| \| \| \| 2 \| \| Jasmina Tinjić Çağla Büyükakçay \| 7 63 \| 4 6 \| 7 5 \| \| \| 3 \| \| Ema Burgić / Mervana Jugić-Salkić İpek Şenoğlu / Melis Sezer \| 6 4 \| 7 65 \| \| \| |                                                                          |                                                                          |           |      |     |  |
| |                                                                          |                                                                          | 1         | 2    | 3   |  |
| 1 | Bosnia ed Erzegovina (bandiera) · Turchia (bandiera)                     | Mervana Jugić-Salkić Pemra Özgen                                         | 7 62      | 6 2  |     |  |
| 2 | Bosnia ed Erzegovina (bandiera) · Turchia (bandiera)                     | Jasmina Tinjić Çağla Büyükakçay                                          | 7 63      | 4 6  | 7 5 |  |
| 3 | Bosnia ed Erzegovina (bandiera) · Turchia (bandiera)                     | Ema Burgić / Mervana Jugić-Salkić İpek Şenoğlu / Melis Sezer             | 6 4       | 7 65 |     |  |

## Georgia vs. Bosnia ed Erzegovina
| Georgia 1 | Smash Tennis Academy, Il Cairo, Egitto 5 maggio 2011 Terra rossa outdoor | Smash Tennis Academy, Il Cairo, Egitto 5 maggio 2011 Terra rossa outdoor | Bosnia ed Erzegovina 2 |     |     |  |
| \| \| \| \| 1 \| 2 \| 3 \| \| \| - \| \| -------------------------------------------------------------- \| --- \| --- \| --- \| \| \| 1 \| \| Ekaterine Gorgodze Mervana Jugić-Salkić \| 2 6 \| 2 6 \| \| \| \| 2 \| \| Tatia Mikadze Jasmina Tinjić \| 2 6 \| 0 6 \| \| \| \| 3 \| \| Tatia Mikadze / Sofia Shapatava Ema Burgić / Jasima Kajtazović \| 4 6 \| 6 1 \| 6 3 \| \| |                                                                          |                                                                          |                        |     |     |  |
| |                                                                          |                                                                          | 1                      | 2   | 3   |  |
| 1 | Georgia (bandiera) · Bosnia ed Erzegovina (bandiera)                     | Ekaterine Gorgodze Mervana Jugić-Salkić                                  | 2 6                    | 2 6 |     |  |
| 2 | Georgia (bandiera) · Bosnia ed Erzegovina (bandiera)                     | Tatia Mikadze Jasmina Tinjić                                             | 2 6                    | 0 6 |     |  |
| 3 | Georgia (bandiera) · Bosnia ed Erzegovina (bandiera)                     | Tatia Mikadze / Sofia Shapatava Ema Burgić / Jasima Kajtazović           | 4 6                    | 6 1 | 6 3 |  |

## Armenia vs. Turchia
| Armenia 0 | Smash Tennis Academy, Il Cairo, Egitto 5 maggio 2011 Terra rossa outdoor | Smash Tennis Academy, Il Cairo, Egitto 5 maggio 2011 Terra rossa outdoor | Turchia 3 |     |   |  |
| \| \| \| \| 1 \| 2 \| 3 \| \| \| - \| \| ---------------------------------------------------------- \| --- \| --- \| - \| \| \| 1 \| \| Anna Movsisyan Pemra Özgen \| 2 6 \| 3 6 \| \| \| \| 2 \| \| Ani Amiraghyan Çağla Büyükakçay \| 3 6 \| 2 6 \| \| \| \| 3 \| \| Ani Amiraghyan / Anna Movsisyan İpek Şenoğlu / Melis Sezer \| 1 6 \| 4 6 \| \| \| |                                                                          |                                                                          |           |     |   |  |
| |                                                                          |                                                                          | 1         | 2   | 3 |  |
| 1 | Armenia (bandiera) · Turchia (bandiera)                                  | Anna Movsisyan Pemra Özgen                                               | 2 6       | 3 6 |   |  |
| 2 | Armenia (bandiera) · Turchia (bandiera)                                  | Ani Amiraghyan Çağla Büyükakçay                                          | 3 6       | 2 6 |   |  |
| 3 | Armenia (bandiera) · Turchia (bandiera)                                  | Ani Amiraghyan / Anna Movsisyan İpek Şenoğlu / Melis Sezer               | 1 6       | 4 6 |   |  |

## Georgia vs. Turchia
| Georgia 3 | Smash Tennis Academy, Il Cairo, Egitto 6 maggio 2011 Terra rossa outdoor | Smash Tennis Academy, Il Cairo, Egitto 6 maggio 2011 Terra rossa outdoor | Turchia 0 |     |     |        |
| \| \| \| \| 1 \| 2 \| 3 \| \| \| - \| \| --------------------------------------------------------------- \| --- \| --- \| --- \| ------ \| \| 1 \| \| Tatia Mikadze Pemra Özgen \| 1 6 \| 6 1 \| 7 5 \| \| \| 2 \| \| Sofia Shapatava Çağla Büyükakçay \| 6 3 \| 6 2 \| \| \| \| 3 \| \| Tatia Mikadze / Sofia Shapatava Çağla Büyükakçay / İpek Şenoğlu \| 3 2 \| \| \| ritiro \| |                                                                          |                                                                          |           |     |     |        |
| |                                                                          |                                                                          | 1         | 2   | 3   |        |
| 1 | Georgia (bandiera) · Turchia (bandiera)                                  | Tatia Mikadze Pemra Özgen                                                | 1 6       | 6 1 | 7 5 |        |
| 2 | Georgia (bandiera) · Turchia (bandiera)                                  | Sofia Shapatava Çağla Büyükakçay                                         | 6 3       | 6 2 |     |        |
| 3 | Georgia (bandiera) · Turchia (bandiera)                                  | Tatia Mikadze / Sofia Shapatava Çağla Büyükakçay / İpek Şenoğlu          | 3 2       |     |     | ritiro |

## Armenia vs. Bosnia-Erzegovina
| Armenia 0 | Smash Tennis Academy, Il Cairo, Egitto 6 maggio 2011 Terra rossa outdoor | Smash Tennis Academy, Il Cairo, Egitto 6 maggio 2011 Terra rossa outdoor | Bosnia ed Erzegovina 3 |     |     |  |
| \| \| \| \| 1 \| 2 \| 3 \| \| \| - \| \| ----------------------------------------------------------------- \| --- \| --- \| --- \| \| \| 1 \| \| Nune Khachatryan Jasmina Kajtazović \| 4 6 \| 2 6 \| \| \| \| 2 \| \| Ani Amiraghyan Ema Burgić \| 4 6 \| 6 4 \| 4 6 \| \| \| 3 \| \| Anna Movsisyan / Ofelya Poghosyan Ema Burgić / Jasmina Kajtazović \| 1 6 \| 1 6 \| \| \| |                                                                          |                                                                          |                        |     |     |  |
| |                                                                          |                                                                          | 1                      | 2   | 3   |  |
| 1 | Armenia (bandiera) · Bosnia ed Erzegovina (bandiera)                     | Nune Khachatryan Jasmina Kajtazović                                      | 4 6                    | 2 6 |     |  |
| 2 | Armenia (bandiera) · Bosnia ed Erzegovina (bandiera)                     | Ani Amiraghyan Ema Burgić                                                | 4 6                    | 6 4 | 4 6 |  |
| 3 | Armenia (bandiera) · Bosnia ed Erzegovina (bandiera)                     | Anna Movsisyan / Ofelya Poghosyan Ema Burgić / Jasmina Kajtazović        | 1 6                    | 1 6 |     |  |